# Маритон
Маритон (бел. Марытон) — деревня в Бурковском сельсовете Брагинского района Гомельской области Беларуси.

## География

### Расположение
В 13 км на запад от Брагина, 22 км от железнодорожной станции Хойники (на ветке Василевичи — Хойники от линии Калинковичи — Гомель), 122 км от Гомеля.

## Транспортная сеть
Транспортные связи по просёлочной, затем автомобильной дороге Брагин — Хойники.
Планировка состоит из прямолинейной улицы, близкой к меридиональной ориентации, к центру которой с востока под прямым углом присоединяется короткая прямолинейная улица. Застройка двусторонняя, деревянная, усадебного типа.

## История
Выявленный археологами курганный могильник (2 насыпи в 100 м от просёлочной дороги) свидетельствует про заселение здешних мест с давних времён. По письменным источникам известна с начала XIX века По инвентарю 1844 года центр фольварка, который входил в поместье Сосняки (принадлежал В. К. Прозору). Согласно переписи 1897 года в Микулитской волости.
В 1932 году организован колхоз. В 1959 году в составе колхоза «Красная нива» (центр — деревня Бурки).

## Население

### Численность
- 2004 год — 16 хозяйств, 27 жителей

### Динамика
- 1897 год — 29 дворов, 167 жителей (согласно переписи)
- 1908 год — 34 двора, 298 жителей
- 1959 год — 162 жителя (согласно переписи)
- 2004 год — 16 хозяйств, 27 жителей

## Известные уроженцы
- И. Ф. Зеленковский — Герой Социалистического Труда, депутат Верховного Совета СССР 9-го созыва